# Peyre-en-Aubrac
Peyre-en-Aubrac es una comuna nueva francesa situada en el departamento de Lozère, de la región de Occitania.

## Historia
Fue creada el 1 de enero de 2017, en aplicación de una resolución del prefecto de Lozère de 15 de septiembre de 2016 con la unión de las comunas de Aumont-Aubrac, Fau-de-Peyre, Javols, La Chaze-de-Peyre, Sainte-Colombe-de-Peyre y Saint-Sauveur-de-Peyre, pasando a estar el ayuntamiento en la antigua comuna de Aumont-Aubrac.

## Demografía
| Gráfica de evolución demográfica de Peyre-en-Aubrac entre 1800 y 2014 |
|                                                                       |

Los datos entre 1800 y 2013 son el resultado de sumar los parciales de las seis comunas que forman la nueva comuna de Peyre-en-Aubrac, cuyos datos se han cogido de 1800 a 1999, para las comunas de Aumont-Aubrac, Fau-de-Peyre, Javols, La Chaze-de-Peyre, Sainte-Colombe-de-Peyre y Saint-Sauveur-de-Peyre de la página francesa EHESS/Cassini. Los demás datos se han cogido de la página del INSEE.

## Composición
| Comuna delegada         | Código INSEE | Población (2013) | Superficie (km²) | Densidad (hab./km²) |
| ----------------------- | ------------ | ---------------- | ---------------- | ------------------- |
| Aumont-Aubrac           | 48009        | 1094             | 26.53            | 41                  |
| Fau-de-Peyre            | 48060        | 192              | 26.72            | 7                   |
| Javols                  | 48076        | 326              | 31.21            | 10                  |
| La Chaze-de-Peyre       | 48047        | 301              | 19.33            | 16                  |
| Sainte-Colombe-de-Peyre | 48142        | 193              | 21.90            | 8                   |
| Saint-Sauveur-de-Peyre  | 48183        | 284              | 27.61            | 10                  |